# Караул-тау
Караул-тау, Караултау (баш. Ҡарауылтау) — гора в Ишимбайском районе, памятник природы (1985). Находится на правом берегу р.Сикася (басс. р.Зиган), в 1,2 км к западу от с. Макарово, на территории заказника «Ишимбайский». Абсолютная высота 250 м.

## Рельеф, геология
Форма вытянутая, склоны крутые, террасированы. Сложен породами артинского яруса.

## Флора и фауна
Луговые и кустарниковые степи, широколиственные леса на серых лесных почвах, есть сосновые посадки. Встречаются редкие виды растений: эфедра двухколосковая, ковыль перистый.

## Название
находится у входа в село Макарово. «Покрытая еловым лесом огромная „гора-стража“ издавна оберегала деревню. Стражи жили на ней и при виде опасности разжигали огромные костры, тем самым давая возможность людям укрыться». (Карабаев М. И., Мусина Р. Р., 2015, С. 20). Отсюда название -
караульная, сторожевая (баш. ҡарауыл) гора (баш. тау).

## Заповедный характер
Гора Караул-тау — памятник природы с 1985 года общей площадью 150 га. Назначение ОПТ: охрана всего природного комплекса.
Объекты охраны:
1. Гора, имеющее историческое значение.
2. Популяции редких видов растений (эфедра двухколосковая, ковыль перистый и др.)

## Топографические карты
- карта|N-40-90. Архивировано из оригинала 11 мая 2013 года.
- Система охраняемых природных территорий Республики Башкортостан. Архивировано из оригинала 4 марта 2016 года.